# Montagut i Oix
Montagut i Oix (antigament anomenat Montagut de Fluvià) és un municipi de la comarca de la Garrotxa, a les Comarques Gironines, al sector de l'Alta Garrotxa, amb capital al poble de Montagut.

## Història del municipi
El 1846 els antics municipis resultants de jurisdiccions de l'Antic Règim de Monars, Sant Feliu de Riu, Sant Miquel de Pera i Talaixà van incorporar-se a Oix. El mateix any, el terme de Toralles es va incorporar a Montagut.
El 1972 l'antic i extens terme municipal d'Oix fou agregat al municipi de Montagut de Fluvià. El nou municipi adoptà la nova denominació de Montagut i Oix a partir del 15 de novembre de l'any 2002.

## Geografia
- Llista de topònims de Montagut i Oix (Orografia: muntanyes, serres, collades, indrets..; hidrografia: rius, fonts...; edificis: cases, masies, esglésies, etc).

Limita al nord amb els termes municipals d'Albanyà i Camprodon i amb l'actual frontera francesa, a l'oest amb el de la Vall de Bianya, al sud amb els de Sant Jaume de Llierca i Sant Joan les Fonts i a l'est amb els d'Argelaguer i Tortellà.
El terme municipal ocupa gran part de la conca del Llierca, afluent destacat del Fluvià, principalment les valls de les rieres d'Oix, d'Escales i de Sant Aniol. Els cims més destacats són el Comanegra (1.558 m), el puig de Bassegoda (1.373 m), els cingles de Gitarriu (1.196 m), el Montpetit (898 m) i la muntanya del Cós (612 m).
| Entitat de població       | Habitants (2024) |
| Montagut                  | 390              |
| el Cós i la Cometa        | 329              |
| Oix                       | 82               |
| Fluvià                    | 61               |
| els Vilars                | 30               |
| els Angles                | 27               |
| Llierca                   | 23               |
| Sant Eudald               | 17               |
| Veïnat de Carrera         | 12               |
| Talaixà                   | 9                |
| Sant Miquel de Pera       | 8                |
| Santa Bàrbara de Pruneres | 6                |
| Monars                    | 5                |
| Toralles                  | 3                |
| Font: Idescat             |                  |

## Llocs d'interès
Al seu terme es troben abundants esglésies, la majoria romàniques, algunes de les quals declarades monuments històric-artístics:
- Sant Pere de Montagut, del segle x, molt modificada (parroquial de Montagut)
- Sant Llorenç d'Oix,del segle x, molt modificada (parroquial d'Oix)
- Sant Aniol d'Aguja, seu d'un antic monestir fundat l'any 859
- Mare de Déu del Cós, antiga capella del castell de Montagut i actualment santuari
- Mare de Déu de la Devesa, romànica, renovada al segle xvi (santuari)
- Ermita de Sant Eudald de Jou, ja esmentada al segle xiv
- Santa Bàrbara de Pruneres
- Sant Feliu de Riu
- Sant Martí de Talaixà, ja esmentada al segle x, molt modificada
- Sant Martí de Toralles, esmentada al segle X
- Sant Miquel d'Hortmoier, ja esmentada al segle X
- Sant Miquel de Pera
- Mare de Déu d'Escales, del segle xii, antiga parròquia i actualment santuari
- Mare de Déu de les Agulles (o de les Aguges), santuari

Altres:
Castell de Montagut (o castell del Cós), ja esmentat al segle xi
Castell d'Oix, del segle xv, antic centre de la baronia de Bestracà
Castell de Toralles, esmentat a mitjan segle xi

## Demografia
| 1497 f | 1515 f | 1553 f | 1717 | 1787  | 1857  | 1877  | 1887  | 1900  | 1910  |
| ------ | ------ | ------ | ---- | ----- | ----- | ----- | ----- | ----- | ----- |
| 69     | 74     | 73     | 807  | 1.349 | 2.563 | 2.193 | 2.304 | 2.246 | 2.115 |

| 1920  | 1930  | 1940  | 1950  | 1960  | 1970 | 1981 | 1990 | 1992 | 1994 |
| ----- | ----- | ----- | ----- | ----- | ---- | ---- | ---- | ---- | ---- |
| 2.137 | 1.742 | 1.498 | 1.404 | 1.224 | 992  | 794  | 804  | 776  | 776  |

| 1996 | 1998 | 2000 | 2002 | 2004 | 2006 | 2008 | 2010 | 2012 | 2014 |
| ---- | ---- | ---- | ---- | ---- | ---- | ---- | ---- | ---- | ---- |
| 771  | 801  | 792  | 826  | 858  | 903  | 960  | 989  | 978  | 970  |

| 2016 | 2018 | 2020 | 2022 | 2024  | 2026 | 2028 | 2030 | 2032 | 2034 |
| ---- | ---- | ---- | ---- | ----- | ---- | ---- | ---- | ---- | ---- |
| 929  | 899  | 930  | 958  | 1.000 | -    | -    | -    | -    | -    |

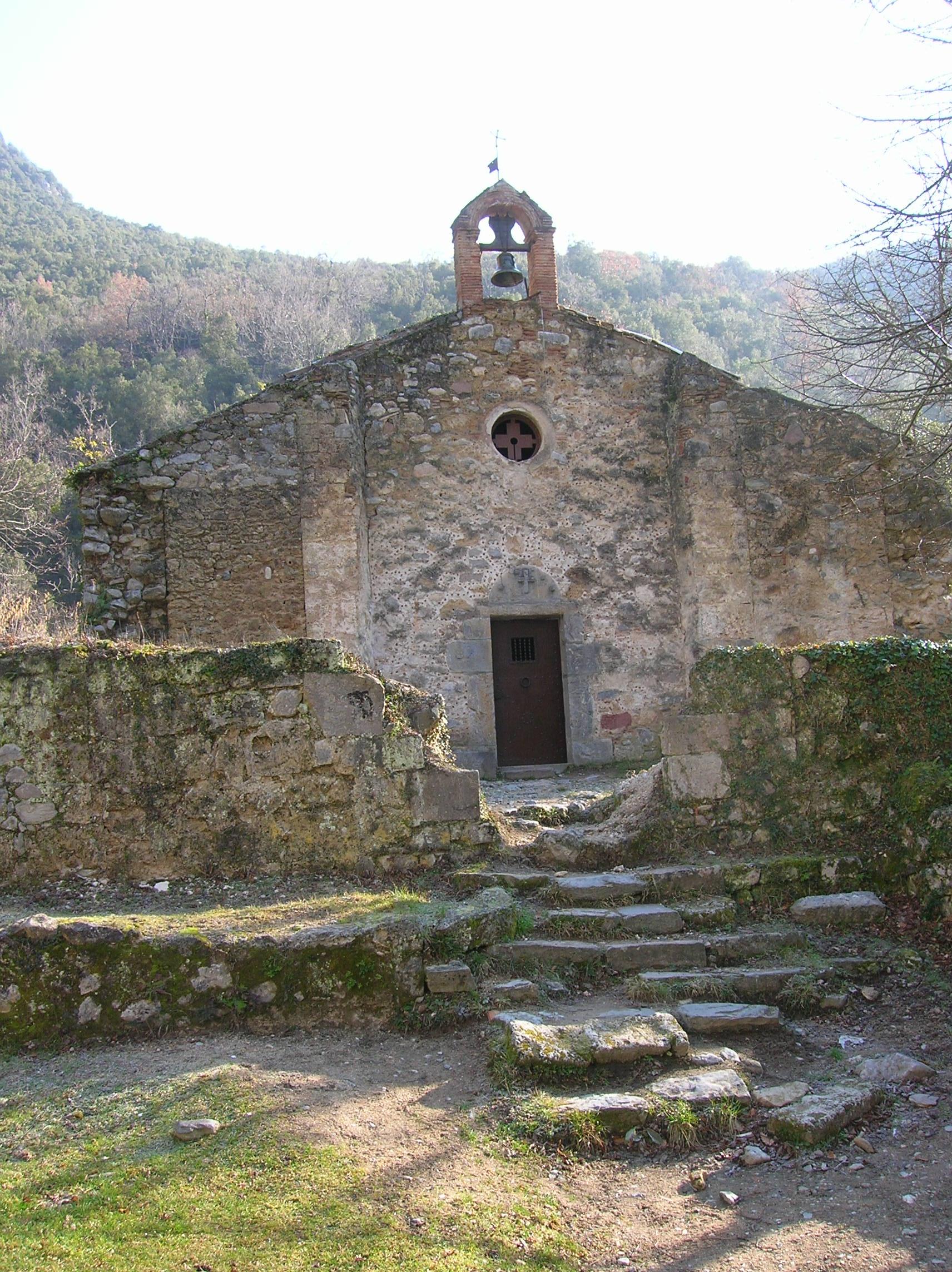
Sant Aniol d'Aguja

El cens del 1553 incorpora Nostra Senyora d'Escales; el 1717, Talaixà; el 1857, Monars, Sant Miquel de Pera i Toralles; i el 1975, Oix.

## Educació
Llar d'Infants (3-6 anys)
- Escola Mont Cós - ZER El Llierca

Primària
- Escola Mont Cós - ZER El Llierca